# Protipapež Novacijan
Novacijan, rimski škof in protipapež) rimskokatoliške Cerkve, * okrog 200 Frigija (Mala Azija, Rimsko cesarstvo); † 258 Rim (Rimsko cesarstvo).

## Življenjepis
Manjša skupina rimskih kristjanov, ki ni bila zadovoljna z izvolitvijo Kornelija za papeža, se je odločila za rimskega duhovnika Novacijana in ga postavila za protipapeža. Bil je nadarjen teološki pisatelj, predvsem znan po svojem spisu o Sveti Trojici, ki je prvi krščanski teološki spis v latinščini. Z njim so imeli težave še Kornelijevi nasledniki Lucij I., Štefan I. in Sikst II..

### Nauk – velika strogost
S Kornelijem je posebej prišel navzkriž glede vprašanja padlih v Decijevem preganjanju. Šlo je za tri največje grehe: odpad od vere, umor in prešuštvo. Nasproti Korneliju je zagovarjal zelo strogo stališče, da ni le grešno in nedovoljeno padle sprejemati nazaj v Cerkev, ampak, da Cerkev sploh nima pravice nekomu za tako velik greh podeliti odpuščanja. Skupaj s svojimi pristaši je ustanovil Cerkev čistih; ti so vsakogar, ki se jim je pridružil, ponovno krstili. Sinoda v Rimu 251 je Novacijana in njegove pristaše izobčila iz Cerkve, obenem pa ponovno poudarila, tako kot desetletja pred tem proti montanizmu, ki ga je posebno zagovarjal pisatelj Tertulijan, da so vsi, tudi največji grehi, po primerni pokori in duhovniški odvezi, odpustljivi.
Ciprijan in Kornelij sta se z združenimi močmi borila zoper novacijanstvo; kljub temu se je herezija širila po cesarstvu in obdržala skozi več stoletij. Novacijan je ustvaril lastno cerkveno organizacijo z lastnimi škofi. Podoben nauk kot montanisti so učili v poznejših stoletjih katari, albižani in bogomili.

## Smrt
Med preganjanjem kristjanov od 251 do 253 je Novacijan pobegnil iz Rima. Cerkveni zgodovinar Sokrat (okrog 445) poroča, da je Novacijan pretrpel mučeništvo 258 pod rimskim cesarjem Valerijanom. Zdi se, da to potrjuje najdba napisa na pokopališču blizu Svetega Lovrenca leta 1932, kjer piše: »Novatiano martyri« (Novacijanu mučencu).